# Eulinognathus hepperi
Eulinognathus hepperi är en insektsart som beskrevs av Ronderos och Capri 1969. Eulinognathus hepperi ingår i släktet Eulinognathus och familjen ledlöss. Inga underarter finns listade i Catalogue of Life.